# Segundo Distrito Militar

Mapa dos cinco distritos militares da Reconstrução
Primeiro Distrito Militar
Segundo Distrito Militar
Terceiro Distrito Militar
Quarto Distrito Militar
Quinto Distrito Militar

O Segundo Distrito Militar (em inglês:  Second Military District) do Exército dos EUA foi uma das cinco unidades administrativas temporárias do Departamento de Guerra dos EUA que existiam no Sul dos Estados Unidos. O distrito foi estipulado pelos Atos de Reconstrução durante o período de Reconstrução após a Guerra Civil Americana. Incluía os territórios da Carolina do Norte e do Sul e agia como governo militar de facto desses estados enquanto um novo governo civil estava sendo restabelecido. Tinha sede em Charleston, Carolina do Sul. Originalmente comandado pelo major-general Daniel Sickles, após sua remoção pelo presidente Andrew Johnson em 26 de agosto de 1867, o general de brigada Edward Canby assumiu o comando até que ambos os estados fossem readmitidos em julho de 1868.
Seu sucessor foi o Departamento do Sul.

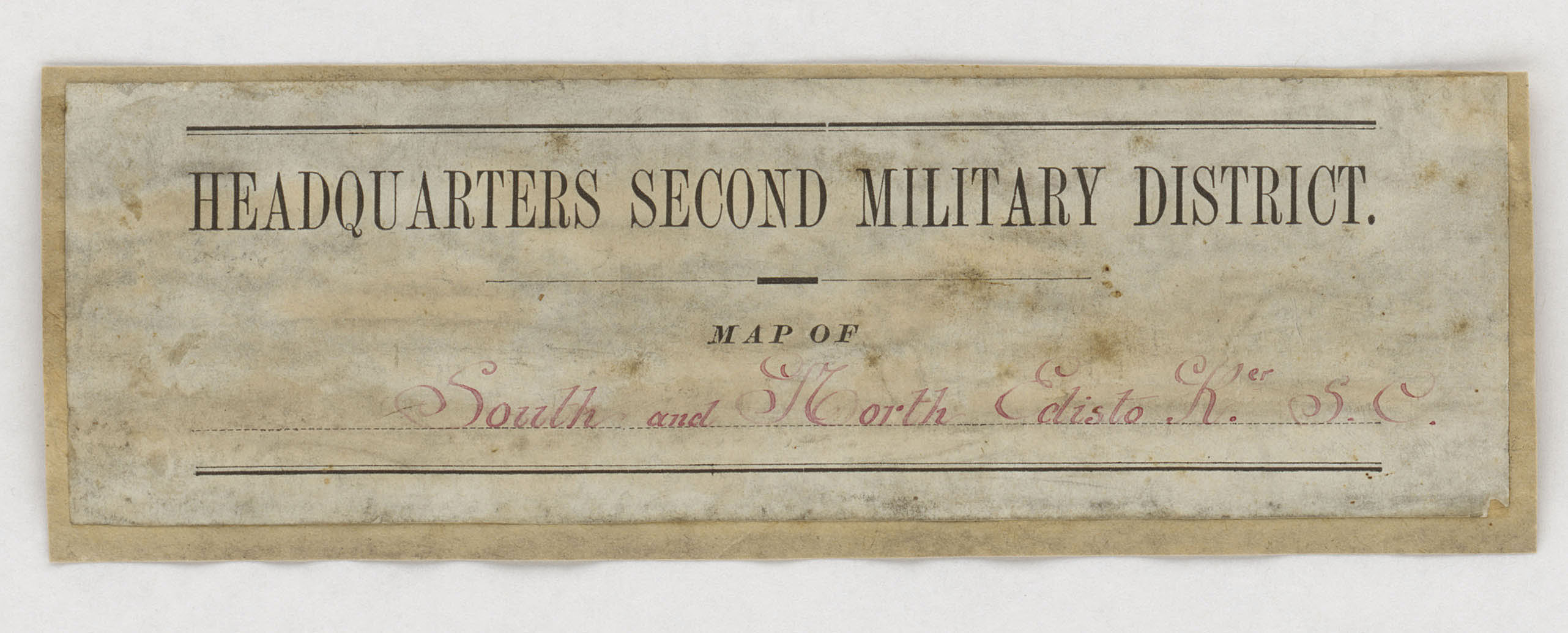
Etiqueta de um mapa mantido no QG do 2º Distrito Militar